# Nervo tibiale
Il nervo tibiale è un nervo misto, ossia con componente sia motoria che sensoriale, dell'arto inferiore. Si tratta della maggiore struttura nervosa nel compartimento posteriore della gamba. È il più grande dei due rami di suddivisione terminale del nervo ischiatico, il secondo è il nervo peroneo comune; per quanto la biforcazione avvenga generalmente nella metà distale della coscia, le due componenti sono già effettivamente separate all'origine, non scambiandosi alcuna fibra nervosa durante il tragitto dell'ischiatico. In base alla sua posizione nella regione del ginocchio, viene anche chiamato nervo sciatico popliteo interno, abbreviato SPI.

## Origine
Il nervo tibiale è costituito da fibre delle divisioni anteriori dei nervi spinali L4, L5, S1, S2 e S3. I rami anteriori di questi nervi, assieme a parte di quello di S4, formano il plesso sacrale, il cui ramo terminale è appunto il nervo ischiatico, che oltre le già citate fibre tibiali raccoglie le divisioni posteriori da L4 a S2, le quali invece formano il nervo peroneo comune.
Nella configurazione anatomica più comune, il nervo ischiatico esce dalla cavità della piccola pelvi e percorre la coscia posteriormente, ruotando le sue fibre, cosicché al momento della suddivisione nei suoi due rami terminali il nervo tibiale, pur essendo composto di divisioni anteriori, continui il decorso ischiatico verticalmente nelle logge posteriori, laddove il peroneo comune devia in avanti. La biforcazione avviene in punti variabili, quasi sempre però nella regione della coscia compresa fra la metà e l'apice del cavo popliteo. Di norma, in questo, assieme ai vasi poplitei si osservano i due rami terminali del nervo ischiatico già divisi.
In una minoranza ristretta di casi si osserva la divisione intrapelvica delle componenti tibiale e peronea comune, che addirittura entrano nell'arto in due modalità diverse: il nervo tibiale tende a seguire il normale tragitto del nervo ischiatico, impegnando il canale sottopiriforme del grande forame ischiatico, mentre il nervo peroneo comune perfora il muscolo piriforme.

## Percorso
Affiancato al nervo peroneo comune, attraversa il cavo popliteo. Superata l'articolazione del ginocchio, mantiene la verticalità del suo decorso, con l'arteria e dalla vena tibiale posteriore a ciascun lato. Nella gamba si individua al centro del muscolo tricipite della sura, fra i capi del gastrocnemio, che lo sovrastano, e il soleo. Nel terzo distale della gamba ritorna più superficiale, coperto dalla sola fascia crurale.
Nella zona della caviglia percorre il tunnel tarsale, assieme ai tendini di muscoli estrinseci del piede, che lo possono comprimere con l'insorgenza di sintomi dolorosi (sindrome del tunnel tarsale). La divisione nei suoi due rami terminali, il nervo plantare mediale e il nervo plantare laterale, si verifica prima del raggiungimento della pianta del piede.

## Innervazione motoria
Percorrendo la gamba, il nervo tibiale invia numerose branche motorie, che innervano l'intera loggia o compartimento posteriore dei muscoli, che comprende i flessori delle dita e gli estensori (o flessori plantari) del piede:
- Muscolo popliteo (unica eccezione che non agisce sulla caviglia ma solamente sul ginocchio, come flessore e intrarotatore);
- Muscolo plantare;
- Muscolo tricipite della sura (sia il muscolo gastrocnemio sia il muscolo soleo);
- Muscolo flessore lungo delle dita;
- Muscolo flessore lungo dell'alluce;
- Muscolo tibiale posteriore.

## Innervazione sensitiva
Con branche collaterali, il nervo tibiale riceve la sensibilità della capsula articolare del ginocchio, nella sua parte mediale (quella laterale è competenza del nervo otturatore). Nella gamba invia un ramo interosseo che sensibilizza le articolazioni tibiofibulari prossimale e distale. Appena prima della biforcazione terminale invia un ramo destinato all'articolazione della caviglia.
Invia alcuni rami puramente sensitivi, il più lungo e consistente è il nervo surale, che, dopo essersi anastomizzato con delle fibre inviate dal nervo peroneo comune, recupera la sensibilità della gamba posterolaterale, nonché di parte consistente del dorso e della parte laterale del piede. Emette poi dei rami calcaneali medi tramite i quali riceve informazioni dalla regione del tallone. I due rami terminali (plantare mediale e laterale) innervano la cute di gran parte della pianta del piede.